# Mondmuscheln
Die Mondmuscheln (Lucinidae) sind eine Familie der Überfamilie Lucinoidea innerhalb der Muschel-Ordnung der Lucinoida. Zur Familie gehören etwa 500 lebende Arten (Spezies). Sie sind Kosmopoliten und besiedeln alle Tiefen, je nach Art von ufernahen Bereiche bis in die Tiefsee.  Dies ist möglich, da die Muscheln in Symbiose mit schwefeloxidierenden Bakterien leben, weshalb sie auf Sonnenlicht nicht angewiesen sind. Die ältesten Vertreter der Mondmuscheln aus dem Silur bekannt, (vor 400 Millionen Jahren).

## Merkmale
Die kleinen bis sehr großen Gehäuse sind gleichklappig und im Umriss rundlich, elliptisch oder gerundet-dreieckig. Die Größe variiert bei den heute lebenden Arten von ca. 3 mm bis ca. 150 mm. Die größte ausgestorbene Art Superlucina megameris wird bis über 31 cm hoch. Die Außenseite der Gehäuse ist überwiegend konzentrisch ornamentiert bis glatt, bei einigen Gattungen auch mit komplizierteren Mustern. Die Schale ist aragonitisch und besteht aus einer äußeren prismatischen Lage, einer mittleren kreuzlamellaren Lage und einer inneren komplex-kreuzlamellaren Lage. Der Wirbel ist klein und zugespitzt ortho- oder prosogyr. Das Schloss ist heterodont oder auch reduziert heterodont. Die linke Klappe weist zwei Kardinalzähne und zwei vordere und zwei hintere Lateralzähne auf. Die rechte Klappe besitzt zwei Kardinalzähne und je einen vorderen und hinteren Lateralzahn. Das externe Ligament ist opisthodet und liegt auf eingesenkten Nymphen. Die Schließmuskeln sind mehr oder weniger ungleichförmig (anisomyar). Die Mantellinie ist integripalliat. Die Kiemen sind in der Regel sehr groß mit dicken Filamenten, die Zellen mit Bakterien enthalten.

## Geographische Verbreitung, Lebensraum und Lebensweise
Die Überfamilie Lucinoidea ist weltweit verbreitet (kosmopolitisch) von Bocas del Toro (Panama), Florida (USA), die Karibischen Inseln, Ostafrika, Ostasien und (gut untersucht) Elba (Italien).
Die Arten der Familie kommen vom Gezeiten- und Mangrovenbereich bis in den tieferen Bereich des Kontinentalhanges vor (ca. 2100 m). Die Lucinidae leben endobenthonisch, d. h. im Sediment eingegraben. Werden sie freigelegt, können sie sich sehr schnell wieder eingraben. Sie haben einen stark reduzierten Magen und leben in Symbiose mit sulfidoxydierenden Bakterien (die teilweise zusätzlich Stickstoff-fixierend, d. h. „diazotroph“ sind). Nachgewiesen wurde (vorgeschlagene) Gattung Candidatus Thiodiazotropha mit den Arten Ca. T. endoloripes, Ca. T. taylori, Ca. T. weberae und Ca. T. lotti (die letzten beiden auch gemeinsam in Loripes orbiculatus, wie gefunden in der Bucht von Fetovaia, Elba).
Die Bakterien erzeugen per Chemosynthese den für die Muscheln lebenswichtigen Zucker und ggf. (wenn die Bakterien zusätzlich zur Stickstofffixierung in der Lage sind) organisch gebundenen Stickstoff.
Sie befinden sich in den Kiemen der Muscheln und müssen von den Jungtieren aus der Umgebung aufgenommen werden. Es wurden keine Bakterien in der Keimbahn nachgewiesen, so dass vertikale Vererbung (von den Elterntieren auf die Nachkommen) ausgeschlossen wird.
– Die nächsten bekannten Verwandten der Gattung Ca. Thiodiazotropha sind frei lebende Bakterien der Gattung Sedimenticola der Familie „Sedimenticolaceae“, einem neuen Mitglied der Ordnung Chromatiales, so dass eine taxonomische Eingruppierung in diese Familie naheliegt.

## Systematik
Die frühere, umfangreichere Überfamilie Lucinoidea wurde von Taylor & Glover (2006) auf die Familie Lucinidae reduziert, zu der die folgenden Gattungen gestellt werden. Inzwischen werden auch mehrere Unterfamilien ausgeschieden, jedoch sind noch nicht alle Gattungen den entsprechenden Unterfamilien zugeordnet. Die folgende Aufstellung folgt Taylor et al. (2011) und MolluscaBase:
- Unterfamilie Codakiinae Iredale, 1937
  - Codakia Scopoli, 1777[6]
  - Ctena Moerch, 1860 (siehe EurekAlert!, Bild 2)[2]
  - Epicodakia Iredale, 1930
  - Epilucina Dall, 1901
  - Lucinoma Dall, 1901
    - Lucinoma borealis Linné, 1767
- Unterfamilie Fimbriinae Nicol, 1950
  - Fimbria Bohadsch, 1761
- Unterfamilie †Ilioniina Scarlato & Starobogatov, 1979[10]
  - †Ilionia Billings, 1875
- Unterfamilie Leucosphaerinae J. D. Taylor & Glover, 2011
  - Afrolucina Cosel, 2006
  - Alucinoma Habe, 1958
  - Anodontia Link, 1807
  - Callucina Dall, 1901
  - Dulcina Cosel & Bouchet, 2008
  - †Epidulcina Cosel & Bouchet, 2008
  - Leucosphaera J. D. Taylor & Glover, 2005
  - Minilucina Cosel & Bouchet, 2008
  - Neophysema Taylor & Glover, 2005
  - Pseudolucinisca Chavan, 1959
  - Semelilucina Cosel & Bouchet, 2008
  - Tinalucina Cosel, 2006
- Unterfamilie Lucininae Fleming, 1828
  - Austriella Tenison-Woods, 1881
  - Bathyaustriella Glover, Taylor & Rowden, 2004
  - Barbierella Chavan, 1938
  - Bourdotia Dall, 1901
  - Bretskya Glover & J. D. Taylor, 2007
  - Cardiolucina Sacco, 1901
  - Cavilinga Chavan, 1937
  - Cavilucina Fischer, 1887
  - Chavania Glover & Taylor, 2001
  - Discolucina Glover & J. D. Taylor, 2007
  - Divalinga Chavan, 1951
  - Divalucina Iredale, 1936
  - Divaricella Martens, 1880
  - Falsolucinoma Cosel, 1989
  - Ferrocina Glover & Taylor, 2007
  - Funafutia Glover & J. D. Taylor, 2001
  - †Gibbolucina Cossmann, 1904
  - Here Gabb, 1866
  - Indoaustriella Glover, J. D. Taylor & S. T. Williams, 2008
  - Joellina Cosel, 2006
  - Keletistes Oliver, 1986
  - Lamellolucina Taylor & Glover, 2002
  - Lamylucina Cosel, 2006
  - Lepidolucina Glover & J. D. Taylor, 2007
  - Liralucina Glover & Taylor, 2007
  - Loripes Poli, 1791[2][7][5]
  - Lucina Bruguière, 1797
  - Lucinella Monterosato, 1884
  - Lucinisca Dall, 1901
  - Nevenulora Iredale, 1930
  - Parvidontia Glover & Taylor, 2007
  - Parvilucina Dall, 1901
  - Phacoides Gray, 1847
  - Pillucina Pilsbry, 1921
  - Pleurolucina Dall, 1901
  - Plicolucina Glover, Taylor & Slack-Smith, 2003
  - Pompholigina Dall, 1901
  - Pseudolucinisca Chavan, 1959
  - Radiolucina Britton, 1972
  - Rasta Taylor & Glover, 2000
  - Rugalucina J. D. Taylor & Glover, 2019
  - Stewartia Olsson & Harbison, 1953
  - Troendleina Cosel & Bouchet, 2008
  - Wallucina Iredale, 1930
- Unterfamilie Milthinae Chavan, 1969
  - Eomiltha Cossmann, 1912
  - Miltha Adams, 1857
- Unterfamilie Monitilorinae Taylor & Glover, 2011
  - Monitilora Iredale, 1930
  - Prophetilora Iredale, 1930
- Unterfamilie Myrteinae Chavan, 1969
  - †Beauvoisina Kiel, Campbell & Gaillard, 2010[11]
  - †Cubatea Kiel, Campbell & Gaillard, 2010[11]
  - Elliptiolucina Cosel & Bouchet, 2008[11]
  - Eulopia Dall, 1901
  - Gloverina Cosel & Bouchet, 2008
  - Gonimyrtea Marwick, 1929
  - Graecina Cosel, 2006
  - Jorgenia Taylor & Glover, 2009
  - Myrtea Turton, 1822
    - Myrtea spinifera Montagu, 1803

  - Myrtina Glover & Taylor, 2007
  - Notomyrtea Iredale, 1924
  - Poumea Glover & Taylor, 2007
  - Rostrilucina Cosel & Bouchet, 2008
  - Solelucina Glover & Taylor, 2007
  - Taylorina Cosel & Bouchet, 2008
  - †Tehamatea Kiel, 2013[11]
- Unterfamilie Pegophyseminae J. D. Taylor & Glover, 2011
  - Afrophysema Taylor & Glover, 2005
  - Bythosphaera Taylor & Glover, 2005
  - Cavatidens Iredale, 1930
  - Cryptophysema J. D. Taylor & Glover, 2005
  - Euanodontia J. D. Taylor & Glover, 2005
  - Loripinus Monterosato, 1884
  - Meganodontia Bouchet & Cosel, 2004
  - Pegophysema Stewart, 1930
- indet. Unterfamilie der Lucinidae
  - †Amanocina Kiel, 2013
  - Bathycorbis Iredale, 1930
  - Clathrolucina Taylor & Clover, 2013
  - Cryptolucina Saul, Squires & Goedert, 1996
  - †Dilora Marwick, 1929
  - †Elongatolucina Gill & Little, 2013
  - †Eophysema Stewart, 1930
  - Ezolucina Amano, Jenkins, Kurihara & Kiel 2008
  - Megaxinus Brugnone, 1880
  - Mesolinga Chavan, 1951
  - †Microloripes Cossmann, 1912
  - †Milthona Marwick, 1931
  - Myrteopsis Sacco, 1901
  - †Nipponothracia Kanie and Sakai 1997
  - †Nymphalucina Speden, 1970
  - †Pseudomiltha P. Fischer, 1887
  - Pteromyrtea Finlay, 1926
  - †Saxolucina Stewart, 1930
  - Scabrilucina Taylor & Glover, 2013
  - †Superlucina Taylor & Glover, 2009
  - Tellidorella Berry, 1963

Die Anzahl der gültigen Gattungen ist sehr umstritten, da manche Gattungen als Groß-Gattungen mit mehreren Untergattungen aufgefasst werden. Andere Autoren betrachten die Untergattungen dagegen als selbständige Gattungen oder als Synonyme der jeweiligen Nominatgattungen.

## Belege